# Tiago Girão
Tiago Girão (ur. 30 listopada 1984 w Lizbonie) – portugalski rugbysta grający na pozycji wiązacza, reprezentant kraju, uczestnik Pucharu Świata w 2007 roku.
Podczas kariery sportowej związany był z klubami CDUL i CRC Madrid, z którymi występował również w europejskich pucharach.
Z kadrą U-19 dwukrotnie uczestniczył w mistrzostwach świata: w 2002 i 2003.
W reprezentacji Portugalii występował od 2006 i do końca 2014 roku rozegrał łącznie 42 spotkania zdobywając 14 punktów. W 2007 roku został powołany na Puchar Świata, na którym wystąpił w trzech meczach swojej drużyny.
Był też członkiem kadry kraju w rugby siedmioosobowym, z którą wystąpił między innymi na Pucharze Świata w 2009.